# 佐東銀山城の戦い

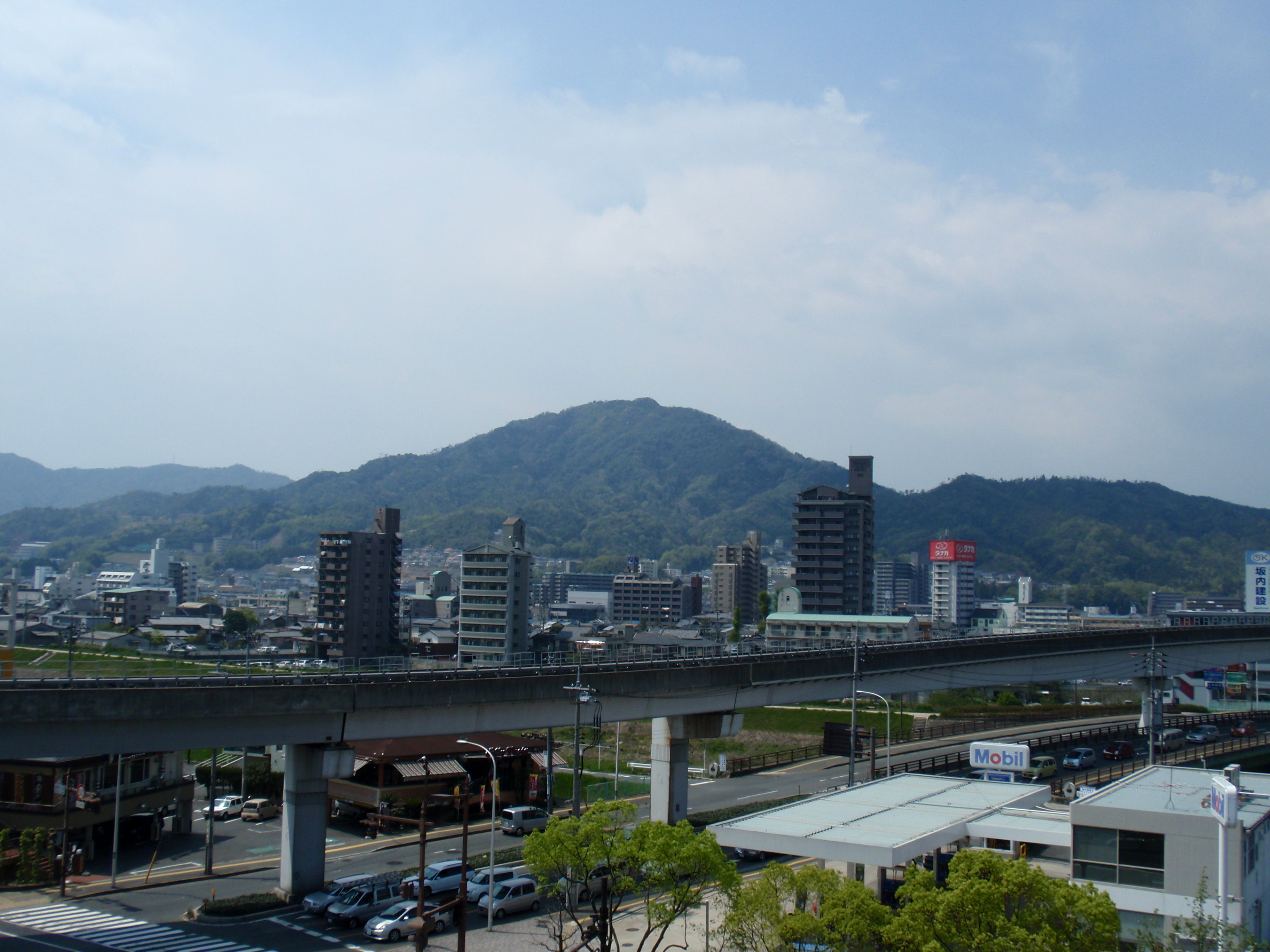
佐東銀山城遠景

佐東銀山城の戦い（さとうかなやまじょうのたたかい）は、安芸武田氏の本拠であった安芸国佐東郡（現在の広島市安佐南区）の佐東銀山城を大内氏が攻めた合戦である。
佐東銀山城を巡る戦国時代に生じた主な戦いは、大永4年（1524年）の戦いと天文10年（1541年）の戦いがあり、後者の戦いで安芸武田氏は滅亡した。また、毛利氏は両方の合戦に関与しているが、大永4年の戦いでは防衛側（安芸武田氏の救援）に、天文10年の戦いでは攻撃側（大内氏指示により攻城）に参戦している。

## 背景
佐東銀山城を本拠地とする安芸武田氏は、安芸への進出を図る周防国の戦国大名・大内氏に長年苦しめられており、第7代当主・武田元繁は、大内氏への服属を余儀なくされていた。大内義興とその主力が上洛している隙を突き、独立と勢力拡大を画策した元繁は出雲国の尼子氏に近づくものの、永正14年（1517年）の有田中井手の戦いで毛利元就に敗れたため、逆に安芸武田氏は弱体化する。元繁の跡を継いだ武田光和は、引き続き尼子氏の力を借りて立て直しに注力するが、これにより、安芸を狙う大内と尼子の争いも激化。大永3年（1523年）には、大内氏が九州北部に出陣している間に尼子氏が進軍しており、大内方の拠点であった鏡山城を落していた（鏡山城の戦い）。

## 大永4年（1524年）の戦い

### 大内氏の安芸侵攻
鏡山城などを奪われた大内氏は、大永4年（1524年）に反撃に転じ、尼子経久が伯耆国に出陣している間を狙って、5月下旬に25,000の軍勢で安芸に侵入。厳島に本陣を構えた。
光和と桜尾城主・友田興藤の率いる軍勢は、友田方の大野弾正が籠もる門山城の後詰として大野女滝に出陣するが、大野弾正が大内方に内応して城に火を放ったために、武田・友田軍は敗北する。大内軍の追撃で武田軍は70〜80人が討ち取られた（大野女滝の戦い）。

### 佐東銀山城の包囲と尼子氏の救援
大内軍は、本陣を門山城に移すと、義興の率いる本隊10,000が桜尾城を、嫡子・大内義隆を大将とする別働隊15,000が光和の籠もる佐東銀山城を攻めた。義隆はこの戦いが初陣であり、大内氏の重臣である陶興房らが加わっている。
陰徳太平記によると、大内軍が佐東銀山城付近に布陣していた頃、熊谷信直や香川吉景などの武田方国人衆1,000騎余は"坂の上"と呼ばれるところに陣を置いて、大内軍の様子を見ていた。興房は、国人衆が尾根伝いに城内に入るなら国人らの領地を先に攻めれば良く、そうしないとしても少数なので各個撃破できると判断していたが、杉氏と問田氏は6月27日の早朝に手勢を率いて坂の上を勝手に襲撃しようとした。しかし、杉・問田勢1,500騎の朝駆けは熊谷・香川勢に見抜かれてしまい、伏兵により返り討ちにされている。
7月3日、城兵3,000と共に籠城していた光和は、城外に出て大内の大軍と戦った。武田軍は少数であったが奮戦し、日暮れまで勝敗は決しなかった。この戦いでは、怪力で知られる光和自身が兵士たちと共に最前線で戦って武勇を誇ったとの伝説が残っている。
一方、元就からの急使により大内軍の安芸攻めを知った経久は、伯耆から出雲飯石郡赤穴まで引き返し、救援軍5,000を派遣。尼子方に属していた元就を初めとする安芸国人衆を引き連れ、大内軍と対峙した。7月10日に大内軍と尼子軍の合戦が行われ、牛尾氏・亀井氏が率いていた尼子氏直属の軍勢が先陣として戦うが、義隆の初陣で士気の高い大内軍が第2陣（平賀氏・宍戸氏・三吉氏・宮氏の軍勢）まで撃ち破って勝利した。この時元就は、吉川・小早川・熊谷・香川・三須の手勢と共に尼子軍第3陣として控えていた。
8月5日の夜、尼子軍は悪天候を突いて夜襲を行った。この夜襲は、元就の提案により行われたもので、夜襲部隊は元就に加えて熊谷信直・香川光景・三須房清などの安芸国人衆を中心に編成されていた。襲撃を受けた大内陣営は520余名が討たれた（毛利軍の被害は20余名とされる）ため、義隆の初陣に泥を塗らせないために、同月10日に大内軍は撤退した。

### 戦後
安芸武田氏は佐東銀山城を守りきったものの、友田氏の桜尾城は10月10日に大内方に降伏（二の丸まで大内軍に攻められてもなお抗戦を続けていたが、吉見頼興の仲介で講和に応じた）、大内軍の安芸侵攻は一定の成果を挙げた。また、翌5年（1525年）3月には、毛利氏が尼子氏を離反して大内方についたため、安芸を巡る情勢は大内氏が優勢となった。なお、享禄元年（1528年）にも大内義興・義隆の軍勢が再び安芸に出兵して佐東銀山城を包囲しているが、義興の病により城を落とせずに帰国している（義興は同年死去した）。

## 天文10年（1541年）の戦い

### 武田氏の衰退
毛利元就の台頭と対照的に、安芸武田氏の衰退は深刻化していた。天文2年（1533年）の横川表の戦いを経て熊谷信直が武田方から離反し、天文9年（1540年）6月2日に光和が病没する。若狭武田氏から養子に迎えた武田信実が安芸武田氏を引き継ぐものの、大内氏との講和を巡る家臣団の対立を解消できなかった。ついに品川左京亮（安芸品川氏）が香川光景の居城八木城を攻撃するが、毛利方になっていた熊谷勢などの援軍を得た香川軍に、品川軍は撃退されてしまう。この事態により、佐東銀山城から退去する家臣が続出したため、信実は城を捨てて出雲（さらには若狭）への逃亡を余儀なくされた。

### 吉田郡山城の戦い
信実は、勢力を拡大する元就を攻略しようと動き出していた尼子詮久（後の尼子晴久）に、安芸武田氏復興の支援を要請した。詮久はこれに応えて牛尾幸清に兵2,000を与え、信実とともに佐東銀山城に入城させる。同じ頃、頭崎城の平賀興貞からも救援要請を受けていた詮久は自ら3万の大軍を擁して出陣し、9月には毛利氏の居城吉田郡山城近くに着陣する。今日の説では、詮久の出陣は武田信実や平賀興貞を救援することが目的であったが、大内方の毛利氏がそのルートを阻んでいる以上、毛利氏を攻めることになったと考えられている。尼子軍に呼応して動いた信実勢は、11月に般若谷で国司元相率いる毛利軍と戦うが敗退する。吉田郡山城の攻略は遅々として進まないまま、大内義隆から陶隆房（後の陶晴賢）率いる援軍が安芸に到着。信実と幸清は3,000余りの軍勢で大内軍の動きを牽制するが、毛利・大内軍の優勢を変えることはできなかった。明けて天文10年（1541年）1月13日の戦いで決定的な敗北を被った尼子軍は、出雲に退却する。

### 落城
尼子氏の敗走を聞いた信実と幸清は、その夜の内に城から脱出し、大雪に紛れて出雲へ逃亡した。同じ頃、頭崎城の平賀興貞も大内・毛利軍に降伏している。孤立した佐東銀山城には、武田氏の一族である武田信重が残された。大内軍は、吉田郡山城の戦いに乗じて大内に反旗を翻した桜尾城を攻める一方、佐東銀山城には元就を差し向けた。信重と残る家臣たちは守兵300余で抗戦するも、銀山城は5月に落城。信重は自害した。その後、この城は大内氏のものとなり、大内方の城番が置かれることとなった。
- 佐東銀山城を落とすにあたり、元就は、火を点けた草鞋1000足を夜の太田川に流し、籠城する武田軍に動揺を与えたという伝承が残されている[8]。これによると、難攻不落と言われる佐東銀山城を搦め手（裏）から攻めることを計画した元就は、山の裏手側にある長楽寺が毛利軍の動きを鐘で籠城側に知らせないよう調略。さらには、城兵の注意を大手（表）に引きつけるために、油に浸して火を付けた多数の草鞋を太田川から流した。これにより、毛利軍は佐東銀山城を背後から急襲することに成功し、城兵は総崩れとなったという。なお、1000足の草鞋が流されたとされる太田川岸には千足（広島市東区戸坂）という地名がある。またこの時、大内軍は矢賀・中山・尾長3村の境界の峠を越えて武田氏に属する白井氏（安芸府中の領主）を攻略し、以後この峠は「大内越峠」（おうちごだお）と呼ばれるようになった（矢賀村参照）。

## 戦後
天文11年（1542年）に、安芸武田氏の旧臣で、親類でもある伴氏が、安芸武田氏復興のために挙兵するが敗北している。
天文20年（1551年）には、陶隆房が大内義隆に対して謀反（大寧寺の変）を起こすと、隆房に協調した元就が大内氏城番の守る佐東銀山城を攻略。さらに、天文23年（1554年）の防芸引分で大内義長・陶晴賢と決別した元就は、再び大内（陶）方の拠点であった佐東銀山城を落とし、以降は毛利氏が佐東銀山城を支配下に治めている。
なお、光和の庶子であったために生き残った武田小三郎（後の武田宗慶）は毛利氏に従い、元就の影武者として仕えた。佐東銀山城に戻ることはなかったが、毛利氏の周防移封に伴って、周防武田氏の祖となった。

## 参考資料
- 歴史群像シリーズ9　毛利元就（1988年　学習研究社）